# Oscar 1943
A 15ª cerimônia de entrega dos Academy Awards (ou Oscars 1943), apresentada pela Academia de Artes e Ciências Cinematográficas, premiou os melhores atores, técnicos e filmes de 1942 no dia 4 de março de 1943, em Los Angeles e teve  como mestres de cerimônias Bob Hope.
A cerimônia é mais famosa pelo discurso de Greer Garson, que ao aceitar o prêmio de Melhor Atriz, falou por aproximadamente 5 minutos e 30 segundos, sendo o mais longo discurso de aceitação na história do Oscar até que Adrien Brody ganhou o prêmio de Melhor Ator em 2025.
Houve um empate entre quatro produções por Melhor Documentário em Longa-Metragem, uma ocorrência única.
O drama Mrs. Miniver foi premiado na categoria mais importante: melhor filme.

## Indicados e vencedores
| Melhor Filme - Mrs. Miniver – Sidney Franklin para a Metro-Goldwyn-Mayer - 49th Parallel – Michael Powell para a Ortus - Kings Row – Hal B. Wallis para a Warner Bros. - The Magnificent Ambersons – Orson Welles para a Mercury e RKO Radio - The Pied Piper – Nunnally Johnson para a 20th Century Fox - The Pride of the Yankees – Samuel Goldwyn para a Samuel Goldwyn Productions e RKO Radio - Random Harvest – Sidney Franklin par a Metro-Goldwyn-Mayer - The Talk of the Town – George Stevens para a Columbia - Wake Island – Joseph Sistrom para a Paramount - Yankee Doodle Dandy – Jack Warner, Hal B. Wallis e William Cagney para a Warner Bros. | Melhor Diretor - William Wyler – Mrs. Miniver - Michael Curtiz – Yankee Doodle Dandy - John Farrow – Wake Island - Mervyn LeRoy – Random Harvest - Sam Wood – Kings Row |
| Melhor Ator/Actor (Principal) - James Cagney – Yankee Doodle Dandy - Ronald Colman – Random Harvest - Gary Cooper – The Pride of the Yankees - Walter Pidgeon – Mrs. Miniver - Monty Woolley – The Pied Piper | Melhor Atriz/Actriz (Principal) - Greer Garson – Mrs. Miniver - Bette Davis – Now, Voyager - Katharine Hepburn – Woman of the Year - Rosalind Russell – My Sister Eileen - Teresa Wright – The Pride of the Yankees |
| Melhor Ator/Actor Coadjuvante/Secundário - Van Heflin – Johnny Eager - William Bendix – Wake Island - Walter Huston – Yankee Doodle Dandy - Frank Morgan – Tortilla Flat - Henry Travers – Mrs. Miniver | Melhor Atriz/Actriz Coadjuvante/Secundária - Teresa Wright – Mrs. Miniver - Gladys Cooper – Now, Voyager - Agnes Moorehead – The Magnificent Ambersons - Susan Peters – Random Harvest - Dame May Whitty – Mrs. Miniver |
| Melhor Roteiro/Argumento - Original - Woman of the Year – Michael Kanin e Ring Lardner Jr. - Wake Island – W. R. Burnett e Frank Butler - The War Against Mrs. Hadley – George Oppenheimer - One of Our Aircraft Is Missing – Michael Powell e Emeric Pressburger - Road to Morocco – Frank Butler e Don Hartman | Melhor Roteiro/Argumento - Adaptado - Mrs. Miniver – George Froeschel, James Hilton, Claudine West e Arthur Wimperis por Mrs. Miniver (colunas de jornal) de Jan Struther - The Invaders – Rodney Ackland e Emeric Pressburger por história de Pressburger - The Talk of the Town – Sidney Buchman e Irwin Shaw por The Talk of the Town (história) de Sidney Harmon - Random Harvest – George Froeschel, Claudine West e Arthur Wimperis por Random Harvest (livro) de James Hilton - The Pride of the Yankees – Herman J. Mankiewicz e Jo Swerling por Lou Gehrig: Pride of the Yankees de Paul Gallico |
| Melhor História Original - The Invaders – Emeric Pressburger - Holiday Inn – Irving Berlin - Yankee Doodle Dandy - The Pride of the Yankees – Paul Gallico - The Talk of the Town – Sidney Harmon | Melhores Efeitos Especiais |
| Melhor Cinematografia/Fotografia/Preto & Branco - Mrs. Miniver - Moontide – Charles G. Clarke - The Magnificent Ambersons - The Pied Piper - Kings Row - The Pride of the Yankees - Take a Letter, Darling - This Above All - Ten Gentlemen From West Point - The Talk of the Town | Melhor Cinematografia/Fotografia/Colorido - The Black Swan – Leon Shamroy - To the Shores of Tripoli – Edward Cronjager e William V. Skall - Jungle Book – W. Howard Greene - Arabian Nights – Milton Krasner, William V. Skall e W. Howard Greene - Reap the Wild Wind – Victor Milner e William V. Skall - Captains of the Clouds – Sol Polito |
| Melhor Curta-metragem em Uma Bobina - Speaking of Animals and Their Families – Paramount - Desert Wonderland – 20th Century Fox - Marines in the Making – Pete Smith - United States Marine Band – Warner Bros. | Melhor Curta-metragem em Duas Bobinas - Beyond the Line of Duty – Warner Bros. - Don't Talk – MGM - Private Smith of the U.S.A. – RKO Radio |
| Melhor Animação em Curta-metragem - Der Fuehrer's Face – Walt Disney - All Out for V – Paul Terry - Blitz Wolf – Fred Quimby - Juke Box Jamboree – Walter Lantz - Pigs in a Polka – Leon Schlesinger - Tulips Shall Grow – George Pal | Melhor Edição/Montagem - The Pride of the Yankees – Daniel Mandell - Yankee Doodle Dandy – George Amy - Mrs. Miniver – Harold F. Kress - The Talk of the Town – Otto Meyer - This Above All – Walter A. Thompson |
| Melhor Trilha Sonora/Banda Sonora/Comédia ou Drama - Now, Voyager – Max Steiner - Bambi– Frank Churchill (nomeação póstuma) e Edward H. Plumb - The Shanghai Gesture – Richard Hageman - The Pride of the Yankees – Leigh Harline - To Be or Not to Be – Werner R. Heymann - The Talk of the Town – Frederick Hollander e Morris Stoloff - Klondike Fury – Edward J. Kay - The Black Swan – Alfred Newman - Jungle Book – Miklós Rózsa - Arabian Nights – Frank Skinner - Random Harvest – Herbert Stothart - The Gold Rush – Max Terr - The Corsican Brothers – Dimitri Tiomkin - I Married a Witch – Roy Webb - Joan of Paris – Roy Webb - Flying Tigers – Victor Young - Silver Queen – Victor Young - Take a Letter, Darling – Victor Young | Melhor Canção original - "White Christmas" por Holiday Inn – Música e Letra de Irving Berlin - "Always in My Heart" por Always in My Heart – Música de Ernesto Lecuona; Letra de Kim Gannon - "Dearly Beloved" por You Were Never Lovelier – Música de Jerome Kern; Letra de Johnny Mercer - "How About You?" por Babes on Broadway – Música de Burton Lane; Letra de Ralph Freed - "It Seems I Heard That Song Before" por Youth on Parade – Música de Jule Styne; Letra de Sammy Cahn - "I've Got a Gal in Kalamazoo" por Orchestra Wives – Música de Harry Warren; Letra de Mack Gordon - "Love Is a Song" por Bambi – Música de Frank Churchill (nomeação póstuma); Letra de Larry Morey - "Pennies for Peppino" por Flying With Music – Música de Edward Ward; Letra de Chet Forrest e Bob Wright - "Pig Foot Pete" por Hellzapoppin' – Música de Gene de Paul; Letra de Don Raye - "There's a Breeze on Lake Louise" por The Mayor of 44th Street– Música de Harry Revel; Letra de Mort Greene |
| Melhor Trilha Sonora/Banda Sonora/Musical - Yankee Doodle Dandy – Ray Heindorf e Heinz Roemheld - For Me and My Gal – Roger Edens e Georgie Stoll - Holiday Inn – Robert E. Dolan - You Were Never Lovelier – Leigh Harline - My Gal Sal – Alfred Newman - It Started With Eve – Charles Previn e Hans J. Salter - Johnny Doughboy – Walter Scharf - Flying with Music – Edward Ward | Melhor Mixagem/mistura de Som - Yankee Doodle Dandy – Nathan Levinson - You Were Never Lovelier – John P. Livadary - Mrs. Miniver – Douglas Shearer - Road to Morocco – Loren L. Ryder - The Gold Rush – James L. Fields - Flying Tigers – Daniel J. Bloomberg - Once Upon a Honeymoon – Stephen Dunn - The Pride of the Yankees – Thomas T. Moulton - Friendly Enemies – Jack Whitney - This Above All – Edmund H. Hansen - Arabian Nights – Bernard B. Brown - Bambi – Sam Slyfield |
| Melhor Direção de Arte/Preto & Branco - This Above All – Direção de Arte: Richard Day e Joseph C. Wright; Decoração de Interiores: Thomas Little - The Talk of the Town – Direção de Arte: Lionel Banks e Rudolph Sternad; Decoração de Interiores: Fay Babcock - Silver Queen – Direção de Arte: Ralph Berger; Decoração de Interiores: Emile Kuri - The Magnificent Ambersons – Direção de Arte: Albert S. D'Agostino; Decoração de Interiores: Al Fields e Darrell Silvera - Take a Letter, Darling – Direção de Arte: Hans Dreier e Roland Anderson; Decoração de Interiores: Samuel M. Comer - The Pride of the Yankees – Direção de Arte: Perry Ferguson; Decoração de Interiores: Howard Bristol - Random Harvest – Direção de Arte: Cedric Gibbons e Randall Duell; Decoração de Interiores: Edwin B. Willis e Jack D. Moore - The Shanghai Gesture – Direção de Arte e Decoração de Interiores: Boris Leven - George Washington Slept Here – Direção de Arte: Max Parker e Mark-Lee Kirk; Decoração de Interiores: Casey Roberts - The Spoilers (1942) – Direção de Arte: Jack Otterson e John B. Goodman; Decoração de Interiores: Russell A. Gausman e Edward R. Robinson | Melhor Direção de Arte/Colorido - My Gal Sal – Direção de Arte: Richard Day e Joseph C. Wright; Decoração de Interior: Thomas Little - Reap the Wild Wind – Direção de Arte: Hans Dreier e Roland Anderson; Decoração de Interior: George Sawley - Arabian Nights – Direção de Arte: Alexander Golitzen e Jack Otterson; Decoração de Interior: Russell A. Gausman e Ira S. Webb - Jungle Book – Direção de Arte: Vincent Korda; Decoração de Interior: Julia Heron - Captains of the Clouds – Direção de Arte: Ted Smith; Decoração de Interior: Casey Roberts |
| Melhor Documentário em Longa-metragem - The Battle of Midway – John Ford e Marinha dos Estados Unidos - Kokoda Front Line! – Ken G. Hall e Serviço de Informação Australiano - Moscow Strikes Back – Artkino - Prelude to War – Frank Capra e Serviços Especiais do Exército dos Estados Unidos - Africa, Prelude to Victory – The March of Time - Combat Report – United States Army Signal Corps - Conquer by the Clock – Frederic Ullman Jr. - The Grain That Built a Hemisphere – Walt Disney - Henry Browne, Farmer – Departamento de Agricultura dos Estados Unidos - High Over the Borders – National Film Board of Canada - High Stakes in the East – The Netherlands Information Bureau - Inside Fighting China – National Film Board of Canada - It's Everybody's War – Escritório de Informação de Guerra dos Estados Unidos - Listen to Britain – Ministério da Informação Britânico - Little Belgium – Ministério da Informação Belga - Little Isles of Freedom – Victor Stoloff e Edgar Loew - Mr. Blabbermouth! – Escritório de Informação de Guerra dos Estados Unidos - Mr. Gardenia Jones – Escritório de Informação de Guerra dos Estados Unidos - The New Spirit – Walt Disney - The Price of Victory – William H. Pine - A Ship Is Born – United States Merchant Marine - Twenty-One Miles – Ministério da Informação Britânico - We Refuse to Die – William C. Thomas - White Eagle – Concanen Films - Winning Your Wings – Forças Aéreas do Exército dos Estados Unidos | |

### Prêmios Especiais[5]
- A Charles Boyer por sua realização cultural progressiva ao estabelecer a Fundação de Pesquisa Francesa em Los Angeles como uma fonte de referência para a Indústria Cinematográfica de Hollywood.
- À Metro-Goldwyn-Mayer pelo seu feito em representar o Estilo de Vida Americano na produção da série de filmes Andy Hardy.
- A Noël Coward pelo seu notável feito de produção em In Which We Serve.

### Prêmio Memorial Irving G. Thalberg
- A Sidney Franklin[5]

### Múltiplas indicações
- 12 indicações: Mrs. Miniver
- 11 indicações: The Pride of the Yankees
- 8 indicações: Yankee Doodle Dandy
- 7 indicações: Random Harvest e The Talk of the Town
- 4 indicações: Arabian Nights, Jungle Book, The Magnificent Ambersons, This Above All e Wake Island
- 3 indicações: Bambi, The Black Swan, Flying Tigers, Holiday Inn, The Invaders, Kings Row, Now, Voyager, The Pied Piper, Reap the Wild Wind, Take a Letter, Darling e You Were Never Lovelier
- 2 indicações: Captains of the Clouds, Flying With Music, The Gold Rush, My Gal Sal, One of Our Aircraft Is Missing, Road to Morocco, The Shanghai Gesture, Silver Queen e Woman of the Year